# Peter McCloy
Peter McCloy (* 16. November 1946 in Girvan) ist ein ehemaliger schottischer Fußballspieler.

## Karriere

### Vereine
Aus der Jugend des FC Motherwell hervorgegangen und in die Erste Mannschaft aufgerückt, spielte McCloy erstmals im Seniorenbereich Fußball. Seine ersten fünf Saisonspiele bestritt er in der Saison 1964/65 in der Scottish Football League Division One, der seinerzeit höchsten Spielklasse im schottischen Fußball. Von 1965 bis 1968 folgten weitere 98 Punktspiele, danach 19 – jedoch in der Scottish Football League Division Two, aus der er mit seiner Mannschaft am Saisonende als Meister in die Scottish Football League Division One zurückgekehrt ist.
Ambitioniert und bislang nur im Mittelfeld des Klassements platziert, wechselte er zum Ligakonkurrenten Glasgow Rangers, für die er von 1970 bis 1975 in der Scottish Football League Division One, von 1975 bis 1986 in der Scottish Football League Premier Division spielte. 18 Tage nach dem Saisonstart am 29. August 1970, kam er bereits international zum Einsatz. Er bestritt seine ersten beiden Spiele im letztmals durchgeführten Wettbewerb um den Messestädte-Pokal. In der 1. Runde verlor er beim FC Bayern München mit 0:1 (Torschütze: Franz Beckenbauer; 21. Minute), das Rückspiel endete 1:1-Unentschieden.
Während seiner 16 Jahre währenden Vereinszugehörigkeit gewann er mit seinem zweiten Verein am Ende seiner Premierensaison mit dem schottischen Ligapokal sogleich seinen ersten Titel, am Ende der Folgesaison mit dem finalen 3:2-Sieg über den FK Dynamo Moskau im Wettbewerb um den Europapokal der Pokalsieger sogleich seinen zweiten. Die beiden Finalspiele um den UEFA Super Cup gegen den niederländischen Europapokalsieger der Landesmeister, Ajax Amsterdam, verlor er im Hinspiel mit 1:3 und im Rückspiel mit 2:3. 1973 gewann er erstmals den nationalen Vereinspokal.
Drei Jahre später gewann er das schottische Double, wie auch 1978. Im Jahr darauf gewann er erneut mit der Mannschaft den nationalen Vereinspokal. International kam er in insgesamt 43 Pokalspielen zum Einsatz. Mit 42 Jahren gehörte er in der Saison 1988/89 Heart of Midlothian als einer von vier Torhütern an; eingesetzt wurde er jedoch nicht mehr.

### Nationalmannschaft
McCloy bestritt im Jahr 1973 vier Länderspiele für die A-Nationalmannschaft, zwei im Mai und zwei im Juni. Er debütierte am 12. Mai in Wrexham beim 2:0-Sieg im Freundschaftsspiel gegen die Nationalmannschaft Wales’, vier Tage später unterlag er mit seiner Mannschaft in Glasgow der Nationalmannschaft Nordirlands mit 1:2. Am 22. und 30. Juni wurden die Begegnungen mit der Nationalmannschaft der Schweiz in Bern und der Nationalmannschaft Brasiliens in Glasgow jeweils mit 0:1 verloren.

## Erfolge
- UEFA Super Cup-Finalist 1972
- Europapokalsieger der Pokalsieger 1972
- Schottischer Meister 1976, 1978
- Schottischer Pokal -Sieger 1973, 1976, 1978, 1979
- Schottischer Ligapokal-Sieger 1971